# Atotonilcói Názáreti Jézus-szentély
Az atotonilcói Názáreti Jézus-szentély Mexikó egyik legnevezetesebb temploma. 2008 óta a Világörökség részét képezi.

## Története
Az épületegyüttes Luis Felipe Neri atya kezdeményezésére épült, főként a környéken élő gvacsicsil, gvamar, tepeván, kapusz és otomi indiánok keresztény hitre térítésének céljából. Alapkövét 1740. május 3-án rakták le és áldották meg; ezen a napon állítólag három szivárvány tűnt fel az égen: egy északon, egy keleten, egy pedig délen. 1759. december 24-én kezdték el kiásni a Belén-kápolna alapjait, 1760 nagypéntekén (április 4-én) pedig a Szent Sír-kápolnáéit. Ezt a kápolnát 1763 első negyedévében fejezték be. Az alapító 36 éven át, 1776-ban bekövetkezett haláláig élt Atotonilcóban, de a teljes építkézés még ekkorra sem fejeződött be: hátravolt még a Santa Escuela-kápolna.
1810. szeptember 16-án, amikor Miguel Hidalgo y Costilla vezetésével a függetlenségpártiak erre haladtak el, a szentélyből magukhoz vették a Guadalupei Szűzanya zászlaját, amely ezután az egész függetlenségi harc jelképévé vált.

## Leírás
A templom Mexikó, és azon belül Guanajuato állam középső részén található, San Miguel de Allende városától mintegy 10 km-re északi-északnyugati irányban. Az épületegyüttes két fő tengelye, az egyenlő hosszúságú kálváriakápolna és a templom hajója egymással körülbelül 90°-os szöget zár be. A templom tengelye a kelet-nyugati iránytól 29° fokban tér el, így a bent ülő hívek pontosan a Szentföld irányába néznek.
Homlokzata egyszerű, főkapuja és a fal teteje mixtilineáris záródású. Hat mellékkápolnája közül négy (Szent Sír-, Lorettói-, Szent Cönákulum- és Purísima-) északra, kettő (Belén- és Rosario-) délre néz. A nyolcszögletű alapokon nyugvó nagy kupola ablakai is mixtilineárisak, míg több kápolnaablak kereszt alakú. A déli oldalon található a lelkigyakorlatos ház bejárata és egy óratorony. A homlokzati rész előtti, balusztrádos kerítéssel leválasztott rész egykor temető volt, ma árnyékos fákkal beültetett parkszerűség.
Az épületegyüttes legfőbb értékei közé tartoznak a belső falfestmények: ezek szinte minden felületet teljesen beborítanak. Ezeket egy Miguel Antonio Martínez de Pocasangre nevű helybéli művész készítette mintegy 30 év leforgása alatt, leginkább azért, hogy az olvasni nem tudó indiánok a képek segítségével megismerhessék a keresztény vallás történetét, megérthessék a vallás lényegét. Témájuk egészen a teremtéstől az apokalipszisig terjed, de a legfontosabb szerepet a Jézus passióját ábrázoló sorozat játssza. A festmények stílusa a flamand festményekére emlékeztet.

## Képek

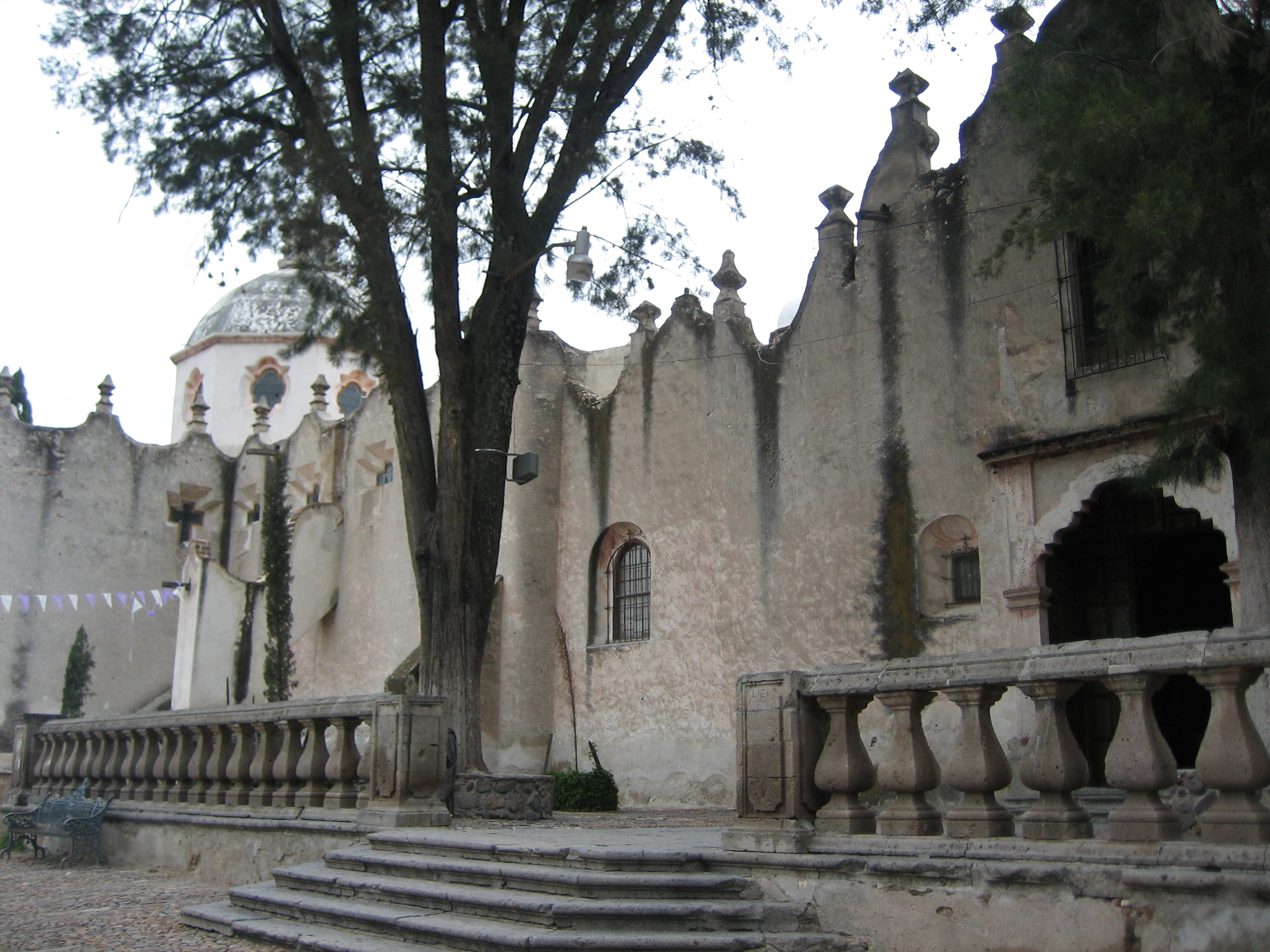
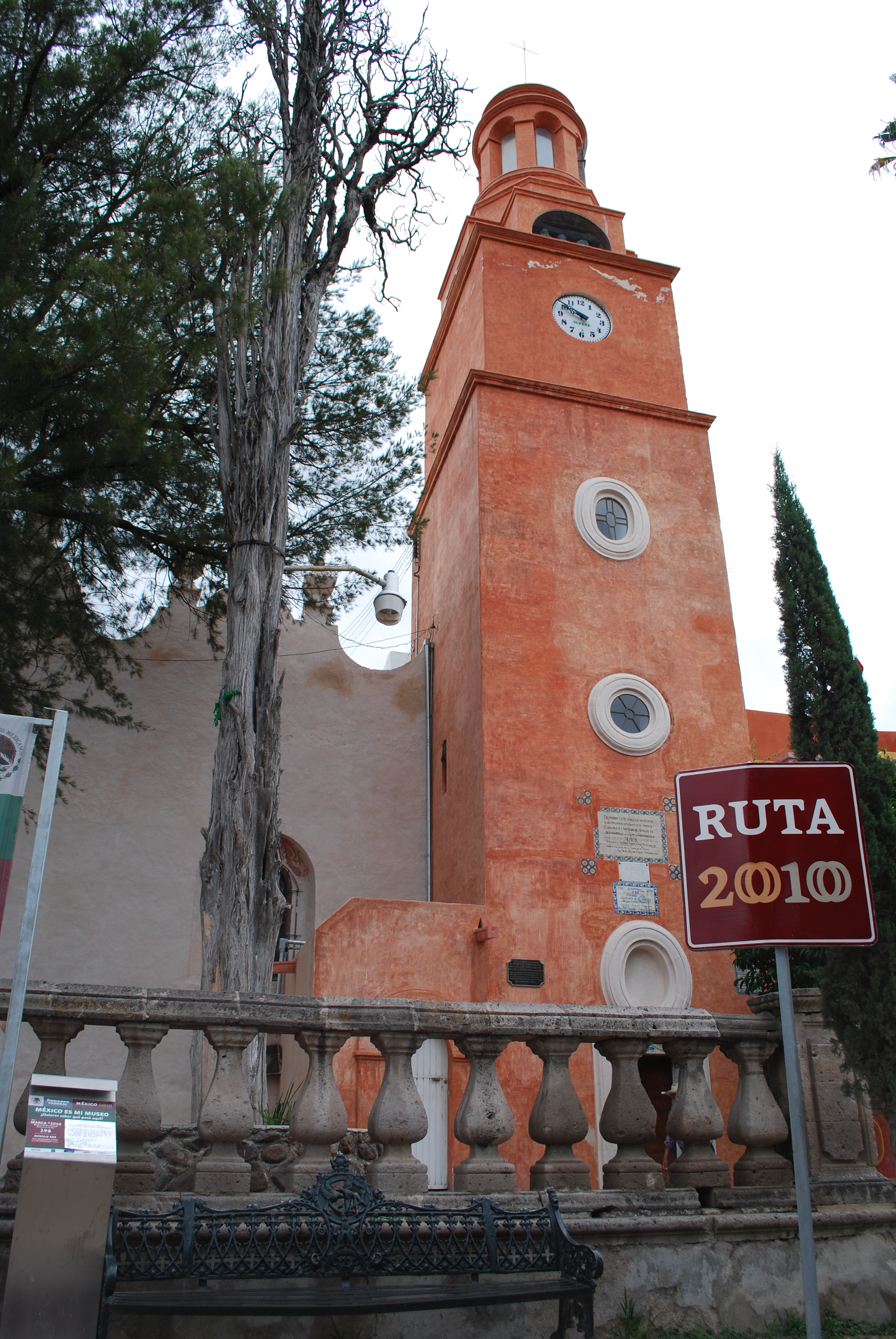
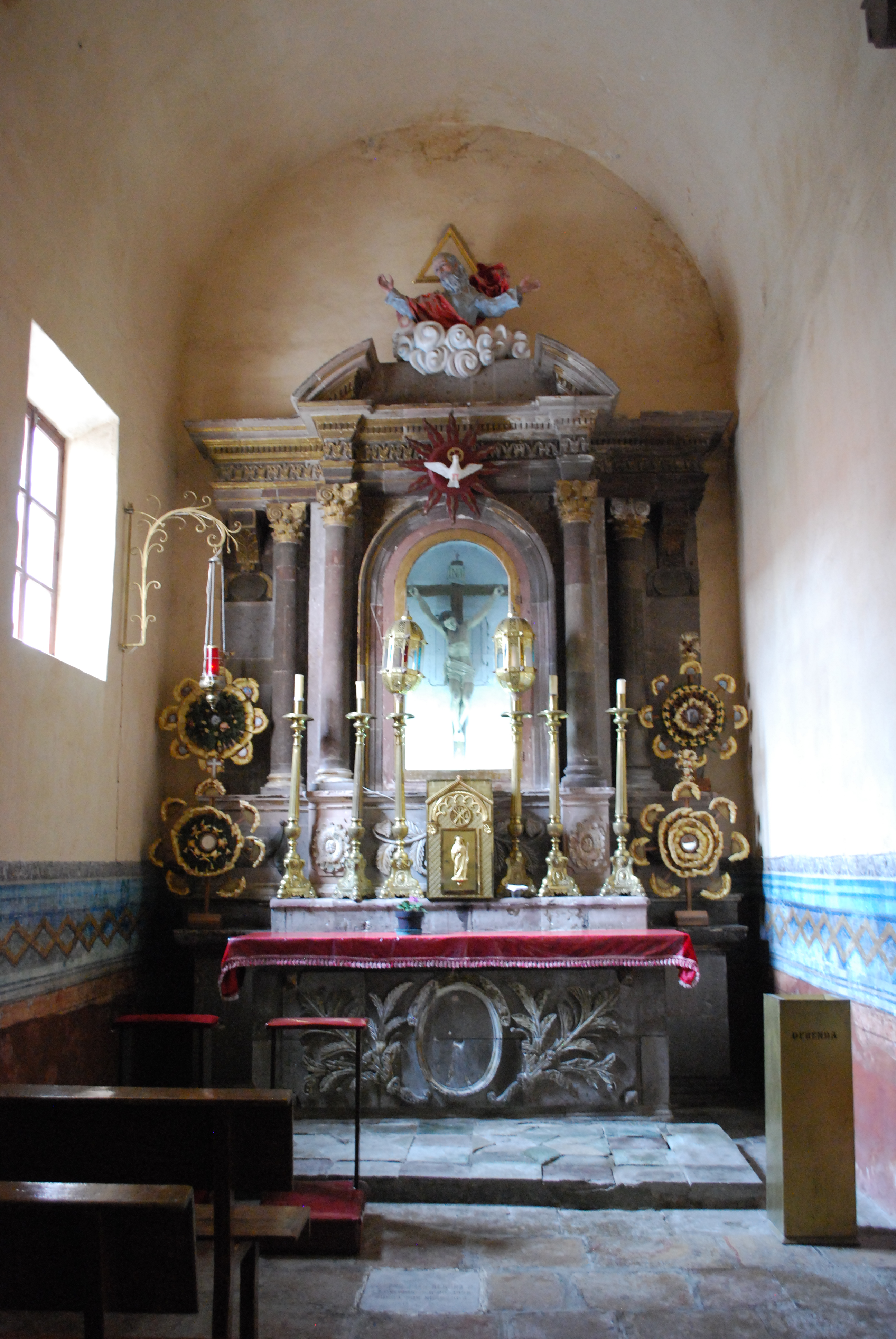
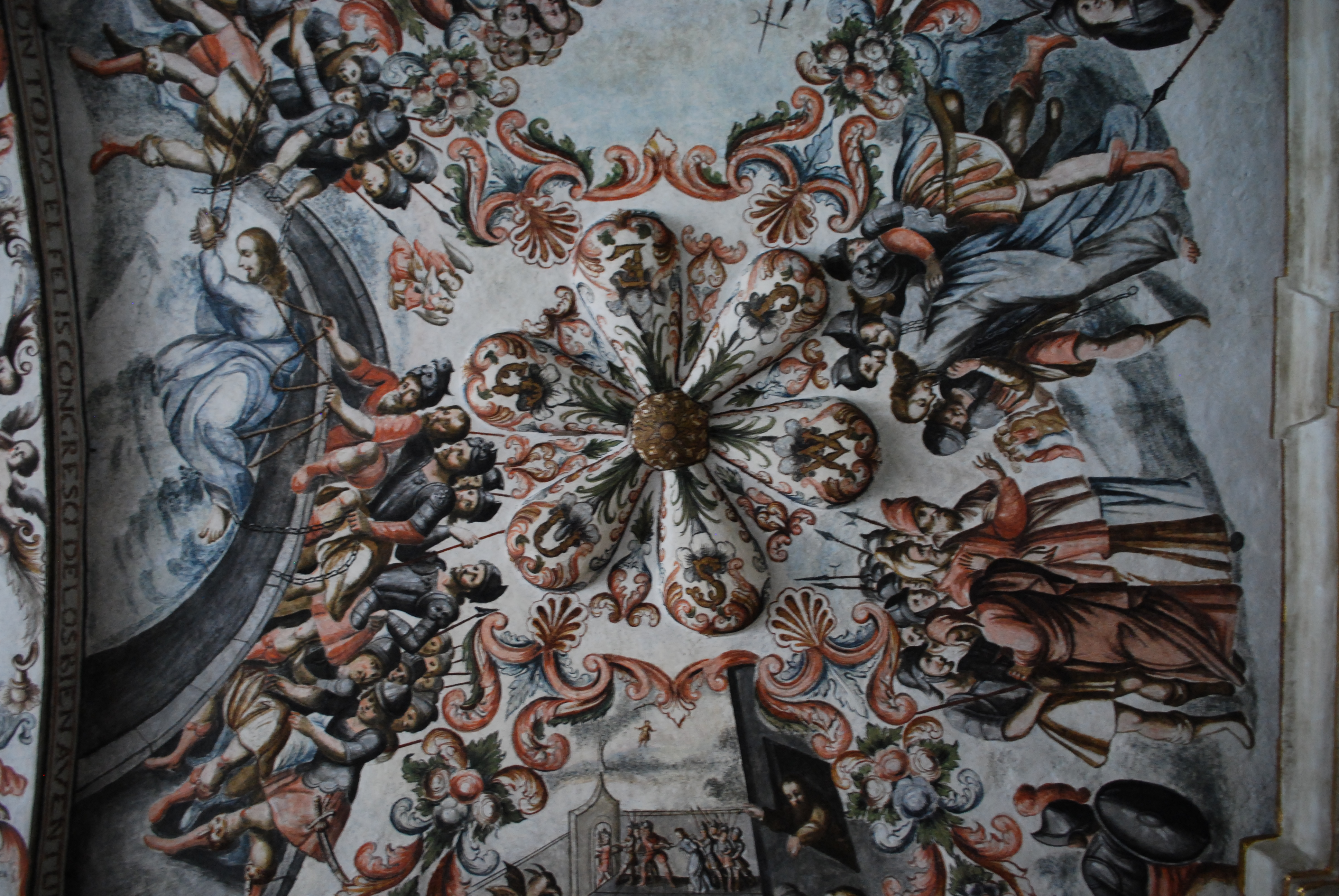